# Flamengo Circulista Esporte Clube
Flamengo Circulista Esporte Clube, mais conhecido como Flamengo Circulista ou ainda como Flamengo é um clube de futebol brasileiro da cidade de Aracaju, no estado de Sergipe.
Possui, desde sua formação, uma potencial rivalidade com o Vasco-SE, time da capital Aracaju. As cores, nome e uniforme do time são uma homenagem ao Clube de Regatas do Flamengo do Rio de Janeiro.
O clube ativou sua categoria feminina no futebol, jogará o Campeonato Sergipano de Futebol Feminino em 2016.

## História
No ano de 2016 participou do Campeonato Sergipano de Futebol Feminino de 2016, na primeira rodada ganhou por W.O para o Santos SC de Aracaju, na segunda rodada em jogo de nove gols venceu o Sport Aracaju por 7 a 2 e na última rodada jogando contra o Santos Dumont perdeu por 2 a 1 terminando a fase de grupos em segundo lugar com 6 pontos, classificando-se assim para as semifinais para enfrentar o Boca Júnior da cidade de Estância. O Rubro-Negro Aracajuano, terminou em quarto colocado no Sergipão Feminino, sendo eliminado nas semifinais para o Boca Júnior de Estância em um jogo equilibrado onde o clube perdeu por um a zero.

## Estatísticas

### Participações
|  | Participações em 2020 |

| Competição | Competição        | Temporadas | Melhor campanha    | Estreia | Última | P | R |
| Sergipe    | Sergipão Feminino | 1          | 4º colocado (2016) | 2016    | 2016   |   | – |

### Últimas temporadas
Legenda:
| Campeão Vice-campeão | Rebaixado Acesso |